# Friedenskirche (Jawor)
Die evangelische Friedenskirche „Zum Heiligen Geist“ (polnisch Kościół Pokoju pw. Świętego Ducha) in Jawor (Jauer) gehört zu den bedeutendsten Kirchenbauten in Schlesien. Sie befindet sich gemeinsam mit der Friedenskirche in Schweidnitz seit dem Jahr 2001 unter dem Titel Friedenskirchen in Jawor und Świdnica auf der Welterbe-Liste der UNESCO.

## Geschichte

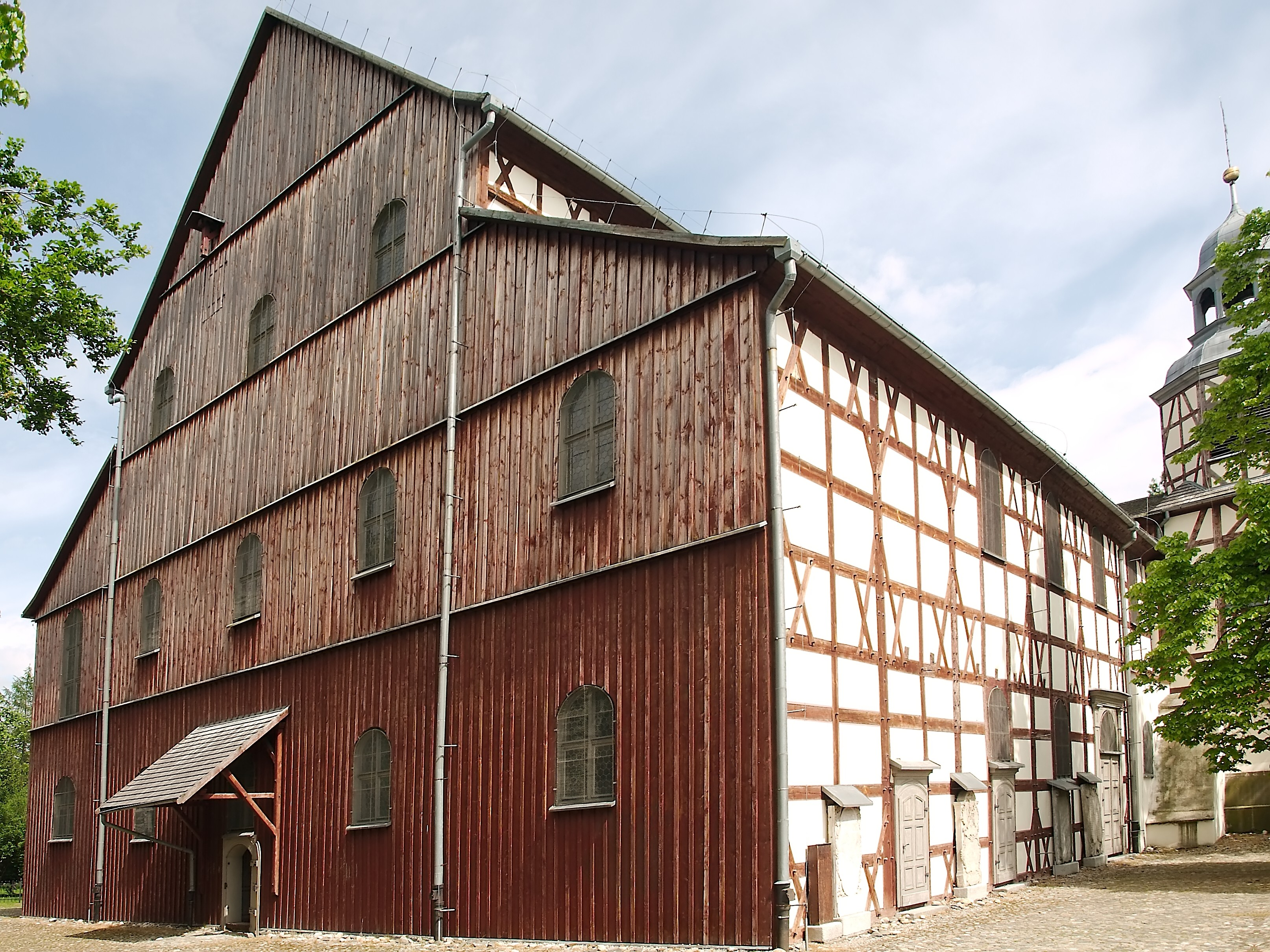
Fachwerkkonstruktion und Verbretterung

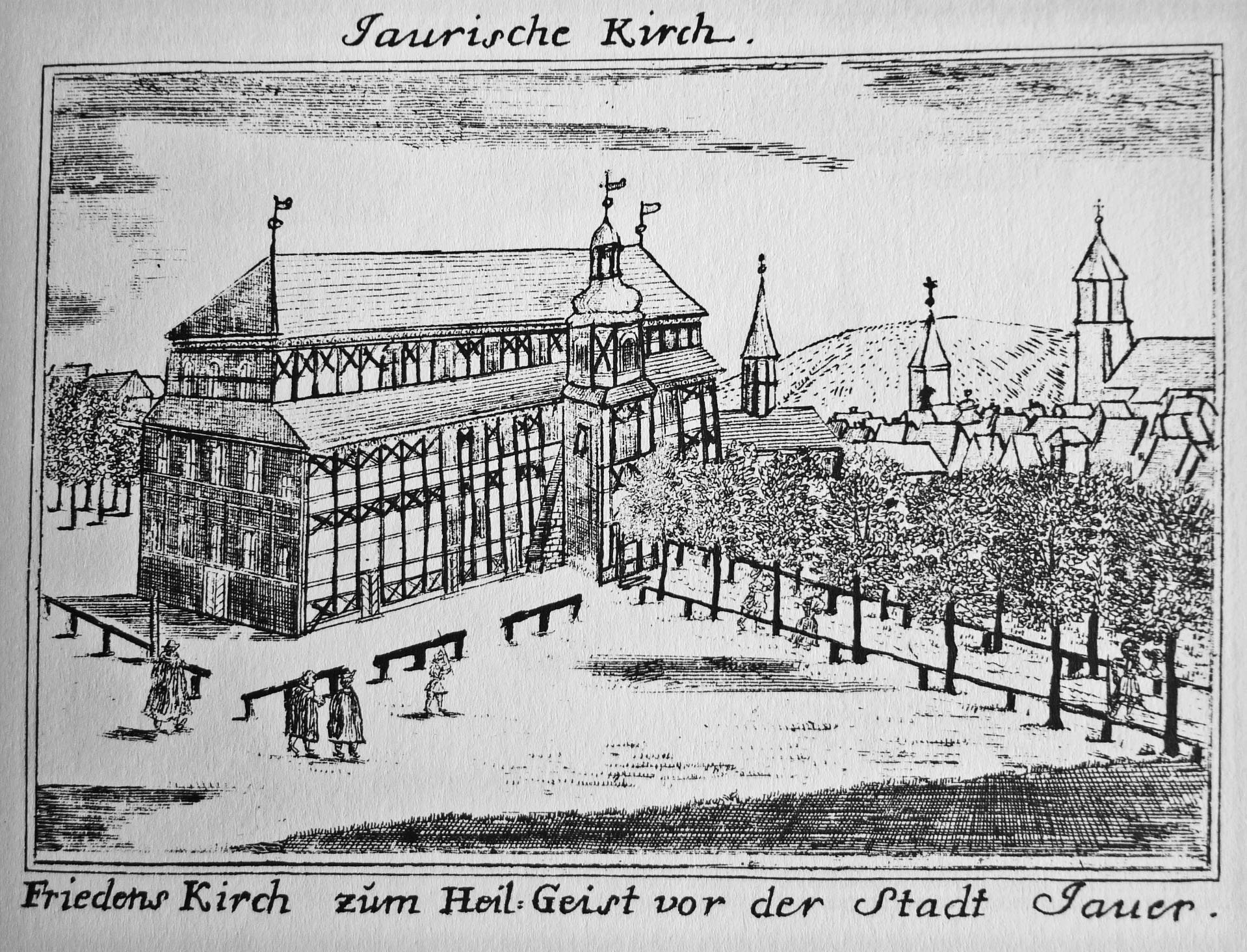
Friedenskirche Jauer nach Friedrich Bernhard Werner (1748)

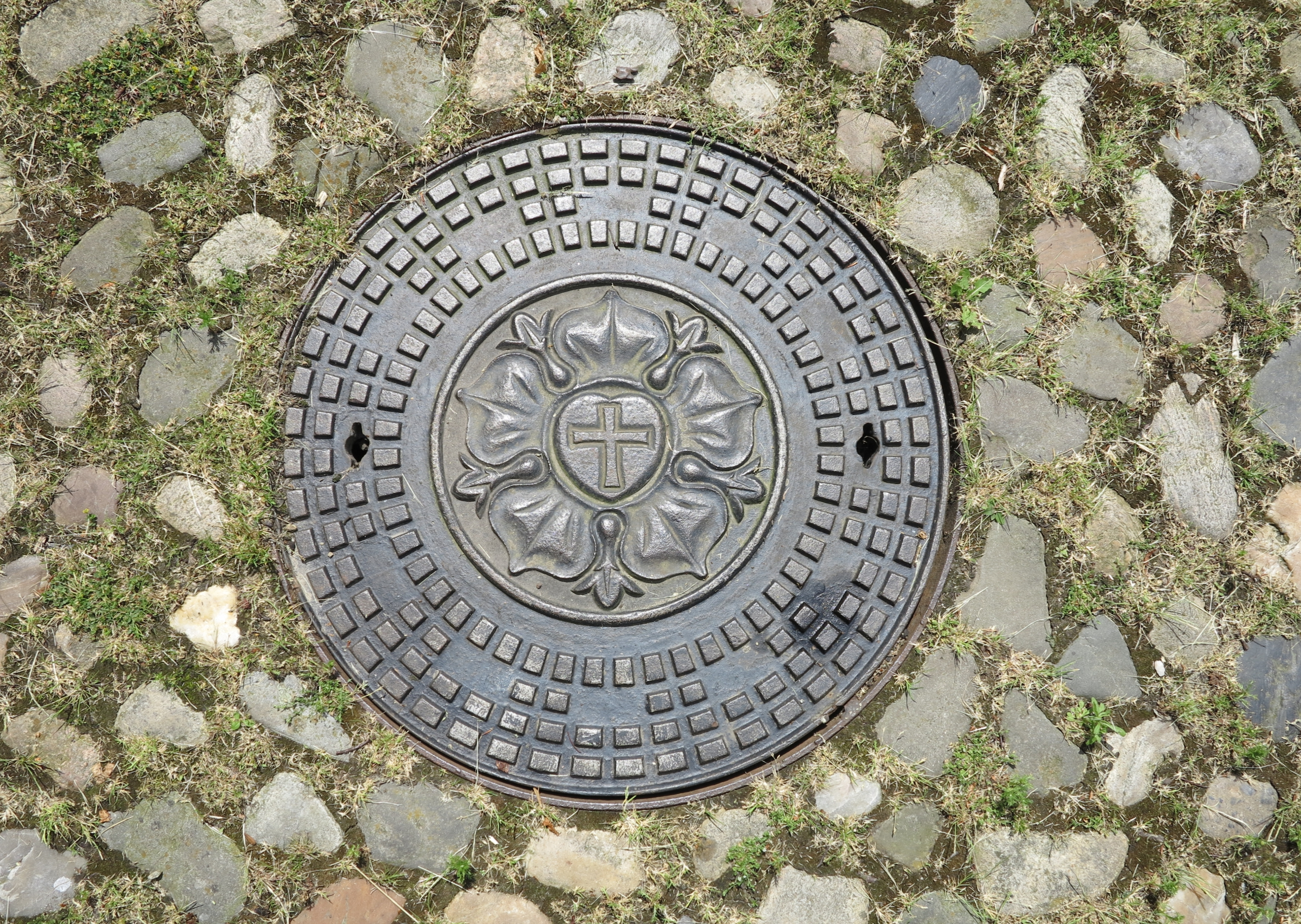
Die Gullydeckel auf dem Kirchgelände nehmen Bezug auf die Lutherrose, das Symbol der Reformation.

Die Kirche in Jauer wurde in den Jahren 1654 und 1655 nach einem Entwurf des Breslauer Architekten Albrecht von Saebisch (1610–1688) erbaut. Im Westfälischen Frieden war 1648 festgelegt worden, dass die evangelische Kirche in Jauer „propriis eorum sumptibus“ (lateinisch; „aus eigenen Mitteln“), also auf Kosten der örtlichen Pfarrgemeinde gebaut werden müsse. Da die Bürgerschaft diese Kosten nicht alleine aufbringen konnte, wurde in den protestantischen Ländern gesammelt. Innerhalb von zwei Jahren kamen 4600 Taler zusammen.
1652 wurde ein Platz von 1180 m² Fläche abgesteckt und am 14. April 1655 fand die Grundsteinlegung statt. Unter der Leitung von Albrecht von Saebisch errichtete der einheimische Zimmermann Andreas Gamper mit seinen Gehilfen die Holzkonstruktion der Kirche. Die Länge der Kirche beträgt 43,5 m, die Breite 14 m, die Höhe 15,7 m, die Fläche ca. 1180 m². Die Kirche fasst ca. 5500 Personen. Schon Ende September wurde das Dach fertiggestellt. Am 23. Dezember 1655 erfolgte die Weihe des Baus auf den Namen „Zum Heiligen Geist“. 1656 wurde das Kircheninnere um ein Holztaufbecken, Bänke, Stühle und Schemel ergänzt, 1670 kamen noch die vom Liegnitzer Bildhauer Matthias Knote gefertigte Kanzel und zwei Jahre später der Hochaltar des Tischlermeisters Michael Steudner aus Landeshut dazu.
Der Zustrom der evangelischen Christen aus Jauer und dem Umland war so stark, dass an manchen Sonntagen bis zu sechs Gottesdienste gehalten werden mussten.
Zum 100. Jahrestag der Erbauung wurden zahlreiche Arbeiten im Kircheninneren ausgeführt: Georg Flegel aus Schmiedeberg malte auf die Brüstungen der zweiten und vierten Empore einen Zyklus von 143 Bibeldarstellungen samt kurzen Erläuterungen. Bis 1710 wurde auch die erste und dritte Empore mit biblischen Bildern versehen.
Am Anfang des 18. Jahrhunderts wurde der Glockenturm angebaut, nachdem der Kaiser als schlesischer Landesherr dies in der Altranstädter Konvention 1707 gestattet hatte. Die Glocken in den Tönen es′, g′ und b′ goss 1708 Christian Demminger in Liegnitz.
Am Ende des Zweiten Weltkriegs blieb die Friedenskirche erhalten und auch der Kirchenbesitz blieb vorläufig im Besitz der Gemeinde. Als die Mitglieder der noch vorhandenen deutschen Gemeinde nach und nach in die Bundesrepublik ausreisten, erstarb allmählich das Gemeindeleben und der kommunistische Staat ermöglichte die Enteignung des Kirchenbesitzes. Die Protestanten verloren ihr Pfarrhaus, das Haus des Organisten, das Glöcknerhaus und das historische Augusta-Victoria-Haus, ein Geschenk der Kaiserin zum 250. Jubiläum der Friedenskirche. Nur letzteres wurde nach der Wende von 1989 an die Pfarrgemeinde zurückgegeben.
Die Kirche wurde nach 1957 durch Einbrüche, Diebstähle und Plünderungen sehr in Mitleidenschaft gezogen, 1972 wurde der historische Friedhof um die Kirche aufgelöst. Es tauchte sogar die Idee auf, die Friedenskirche an die katholische Kirche zu verkaufen. Dies wurde jedoch durch das Breslauer Konsistorium verhindert und man begann danach, die ersten Reparaturen und Schutzmaßnahmen vorzunehmen. Am 14. März 1991 wurde die Evangelische Pfarrgemeinde in Jauer wiederhergestellt. Danach wurde mit gründlichen Renovierungsarbeiten begonnen, die 10 Jahre dauerten. Nach der Verleihung des Welterbetitels 2011 konnte vom 9. bis zum 11. September 2014 der 350. Jahrestag des Gotteshauses begangen werden. Bei dieser Gelegenheit wurden die drei renovierten Kirchenglocken neu geweiht auf die Namen Glaube, Hoffnung und Liebe.

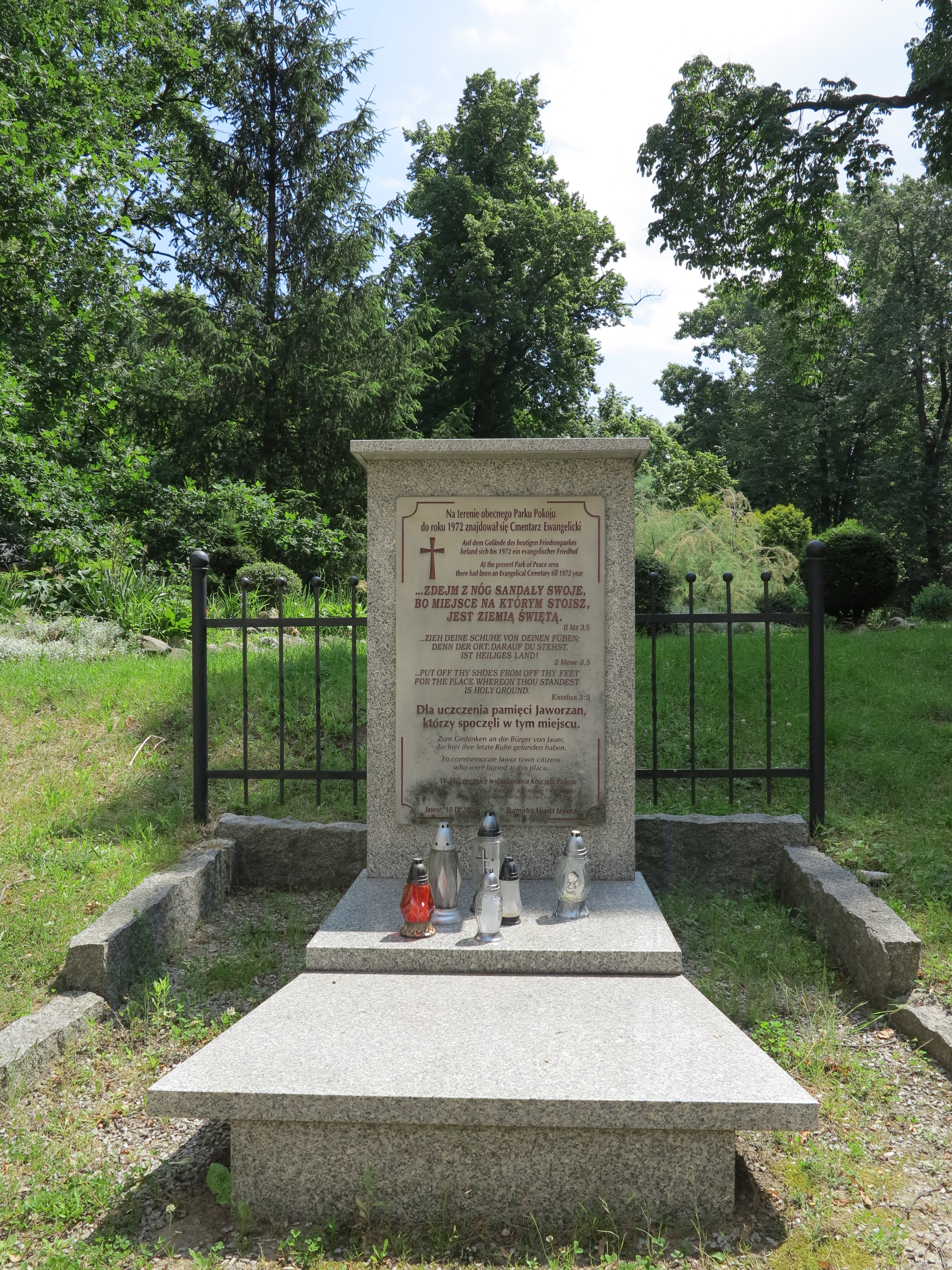
Dieses symbolische Grab erinnert an den Friedhof, der früher die Kirche umgeben hat und an die Menschen, die auf diesem Friedhof beerdigt wurden.

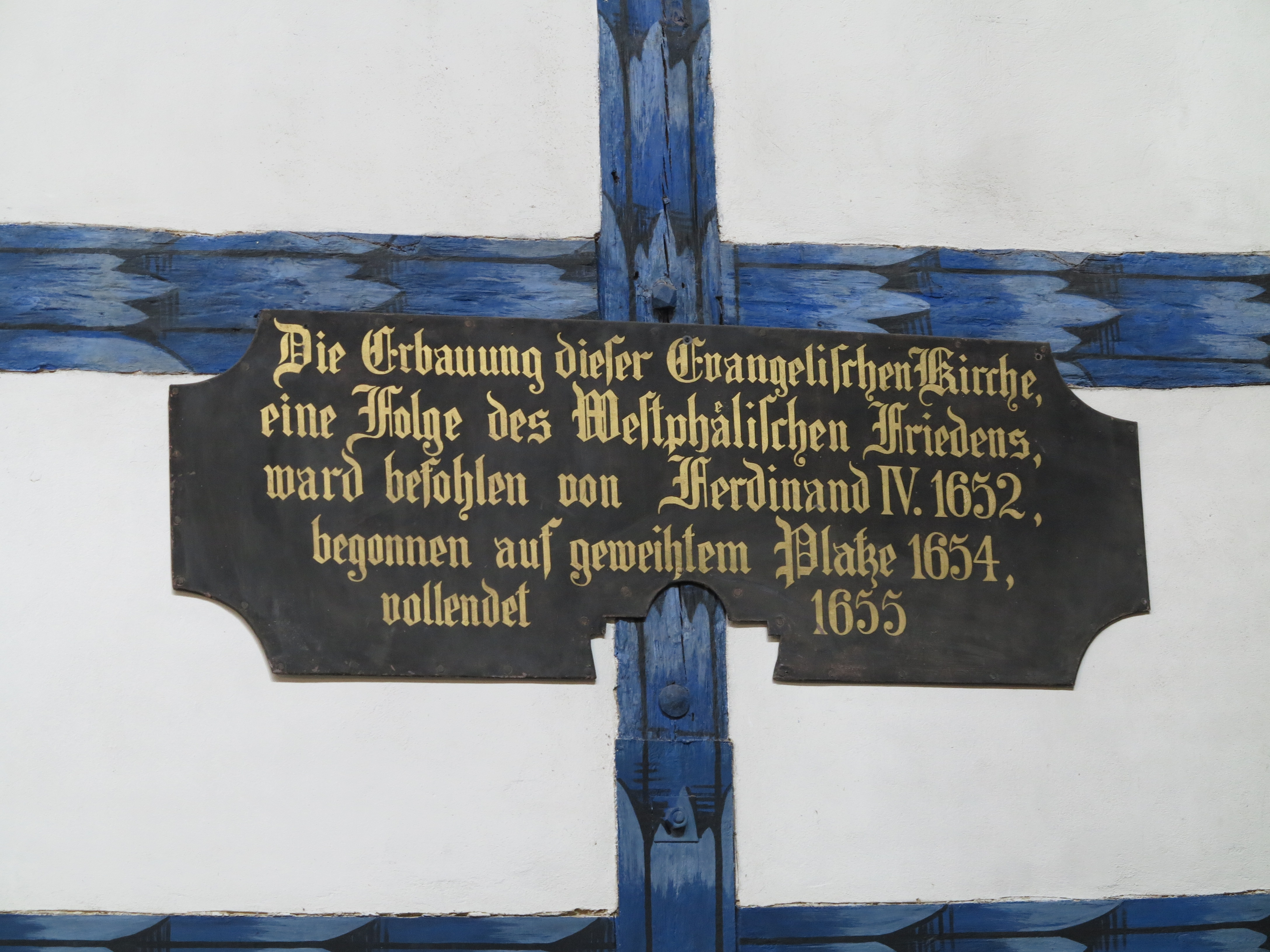
Diese Tafel erinnert an die Umstände und den Zeitpunkt der Entstehung der Friedenskirche.

## Ausstattung

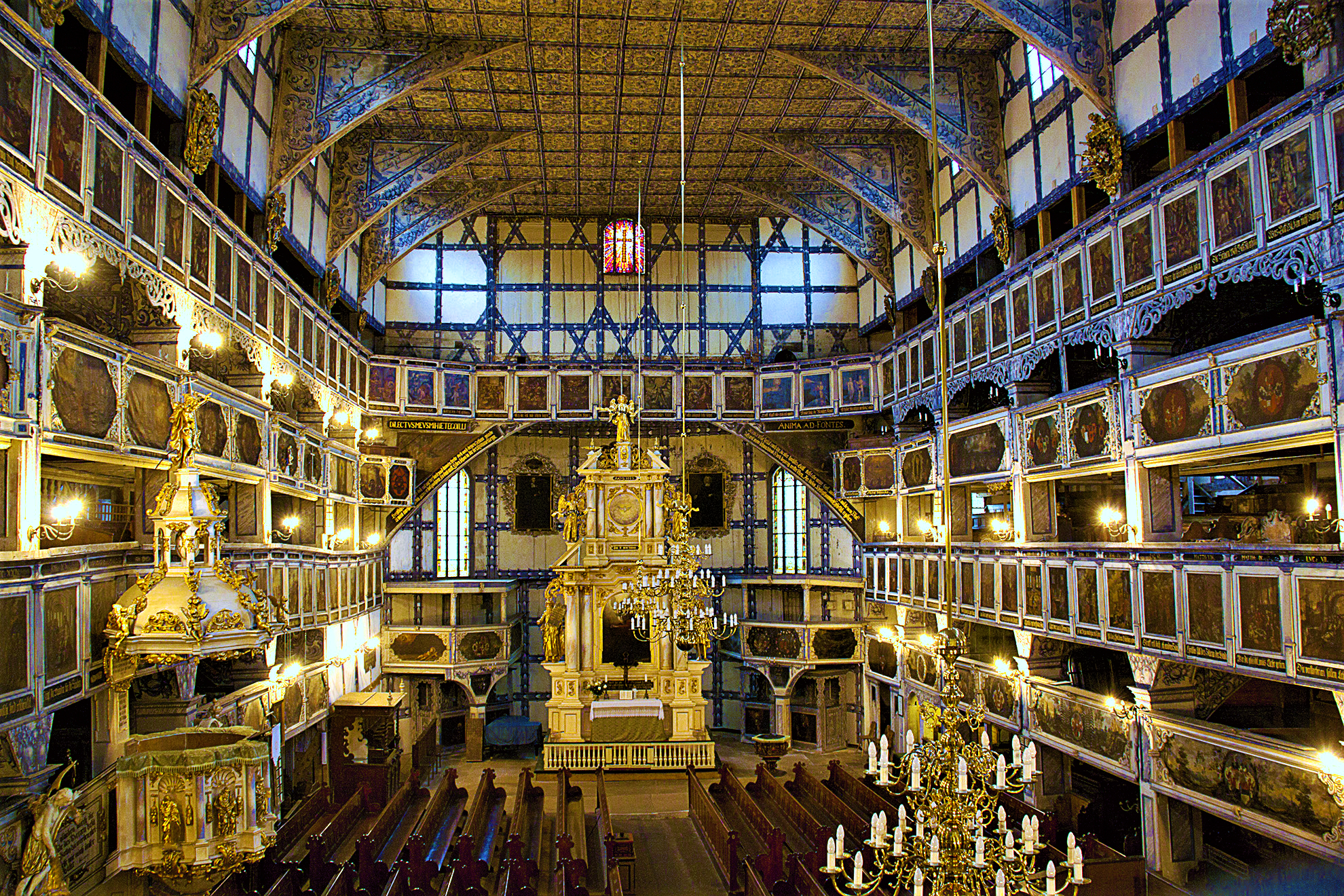
Der barock gestaltete Innenraum

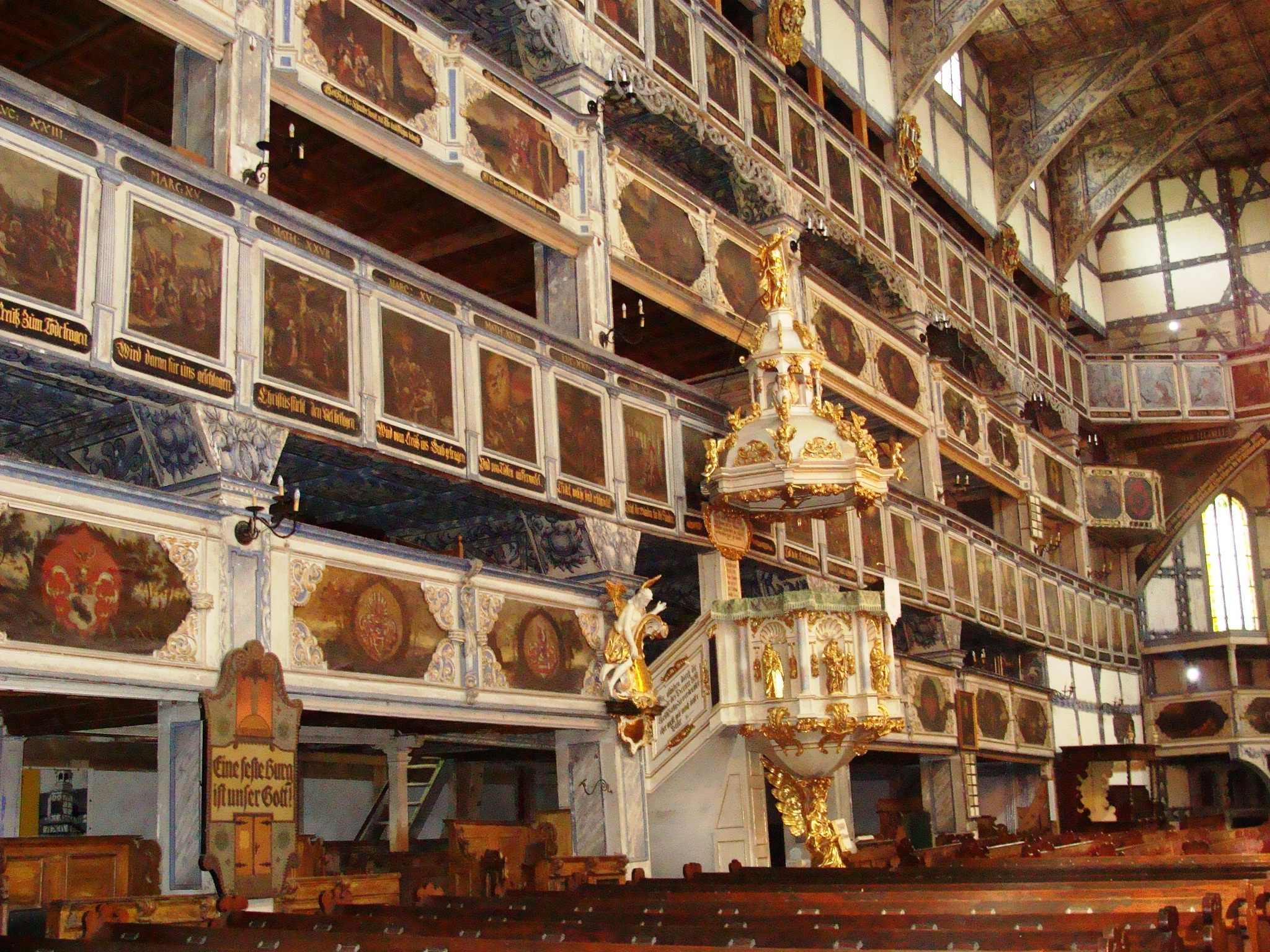
Vier bemalte Galerien übereinander

Der Großteil der Malereien im Inneren der Kirche ist an den Brüstungsflächen der vier Emporen angebracht. Tragende Funktionen in der Statik des Gebäudes haben die zweite und die vierte Empore. Sie wurden vor den beiden anderen errichtet und bemalt. An der zweiten Empore sind 66 Szenen aus dem Neuen Testament dargestellt, an der vierten sind es 71 aus dem Alten Testament und im Anschluss daran weitere 6 aus dem Neuen Testament, und zwar an der Ostwand der Kirche über dem Altar. Über jedem Bild ist die entsprechende Bibelstelle angegeben. Unter den Gemälden stehen gereimte Lehrsprüche, die jeweils zwei benachbarte Bilder miteinander verbinden; zweimal werden vier nebenstehende Bilder zusammengefasst und einmal drei. Beispielsweise wird das Motiv „Die Vertreibung der Menschen aus dem Paradies“ mit „Kains Brudermord“ in Beziehung gesetzt. Die zugehörigen Verszeilen lauten: „So muß der Sünder flüchtig werden“ – „Hir ligt die Erste Leich auf Erden“.

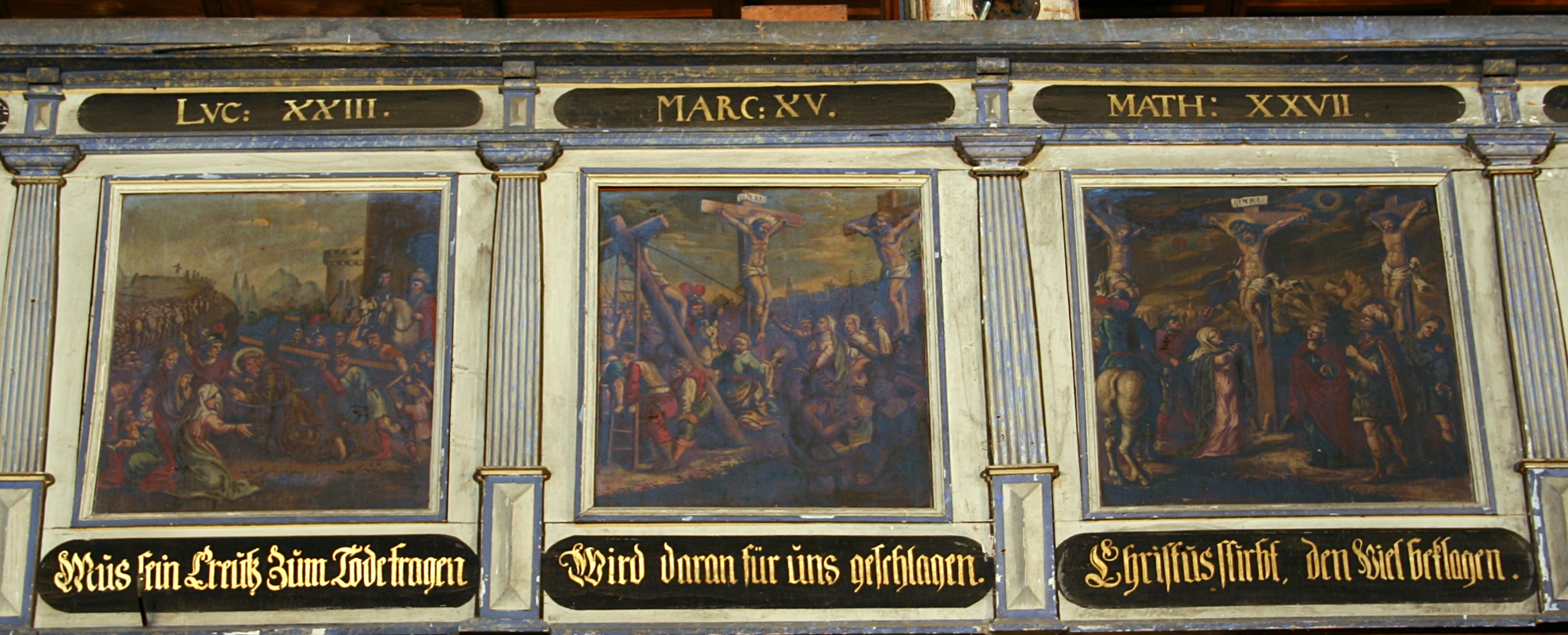
Motive aus dem Neuen Testament an den Emporen

Alle Bilder sind mit Temperafarbe auf Holz gemalt. Die biblischen Bilder werden Georg Flegel aus Schmiedeberg und seiner Werkstatt in Jauer zugeschrieben und sind vermutlich in den Jahren 1671–1681 entstanden, etliche aber auch schon früher. Unterlagen darüber fehlen. Als direkte Vorlage benutzte der Maler eine Sammlung von 258 Kupferstichen von Matthäus Merian dem Älteren, die 1628 unter dem Titel Biblische Abbildungen zur Darstellung der wichtigsten Geschichten der Heiligen Schrift erschienen war.
Während die Bilder an der zweiten und vierten Empore den Gläubigen zur Veranschaulichung der Predigtthemen dienen sollten, kennzeichnen die Bilder an der ersten und dritten Empore die Logen von Adligen, Zünften und dem Kirchenvorstand.
Die erste Empore ist – mit Ausnahme des Vorbaus des Orgelprospekts – mit 28 Wappendarstellungen des Adels aus dem Umkreis von Jawor bemalt. Weitere 8 Wappen von Adligen zieren die dritte Empore. Insgesamt handelt es sich um 20 Allianz- und 16 Einzelwappen. Fast alle Wappenschilde sind mit Helmzier und Decken ausgestattet, von einem Kranz aus Blättern umgeben und in Landschaften eingebettet. Vor der Orgel befindet sich die Loge des Kirchenvorstands. An ihrer Brüstung machen fünf Bilder mit Szenen aus dem Alten Testament auf die schwierige und wechselvolle Lage der evangelischen Kirche zur Zeit der Gegenreformation aufmerksam. Geschildert wird dies anhand des Schicksals der Bundeslade, für deren Herstellung die Israeliten Opfergaben brachten und die ihnen dann half, trockenen Fußes den Jordan zu durchqueren. Dann erbeuteten die Philister die Bundeslade, aber weil sie ihnen kein Glück brachte, schickten sie sie wieder nach Israel zurück. Nach kurzem Zögern holte sie David mit einer festlichen Prozession nach Zion.
14 Bilder mit Motiven aus dem Alten und 10 mit Szenen aus dem Neuen Testament, in denen sich Bezüge zum jeweiligen Handwerk finden, dienen der Repräsentation der Zünfte. Sie befinden sich alle an den Brüstungen der dritten Empore. Alle großformatigen Bilder des Adels und der Zünfte sind mit Öl auf Leinwand gemalt. Als Entstehungszeit werden die Jahre 1665–1710 vermutet.

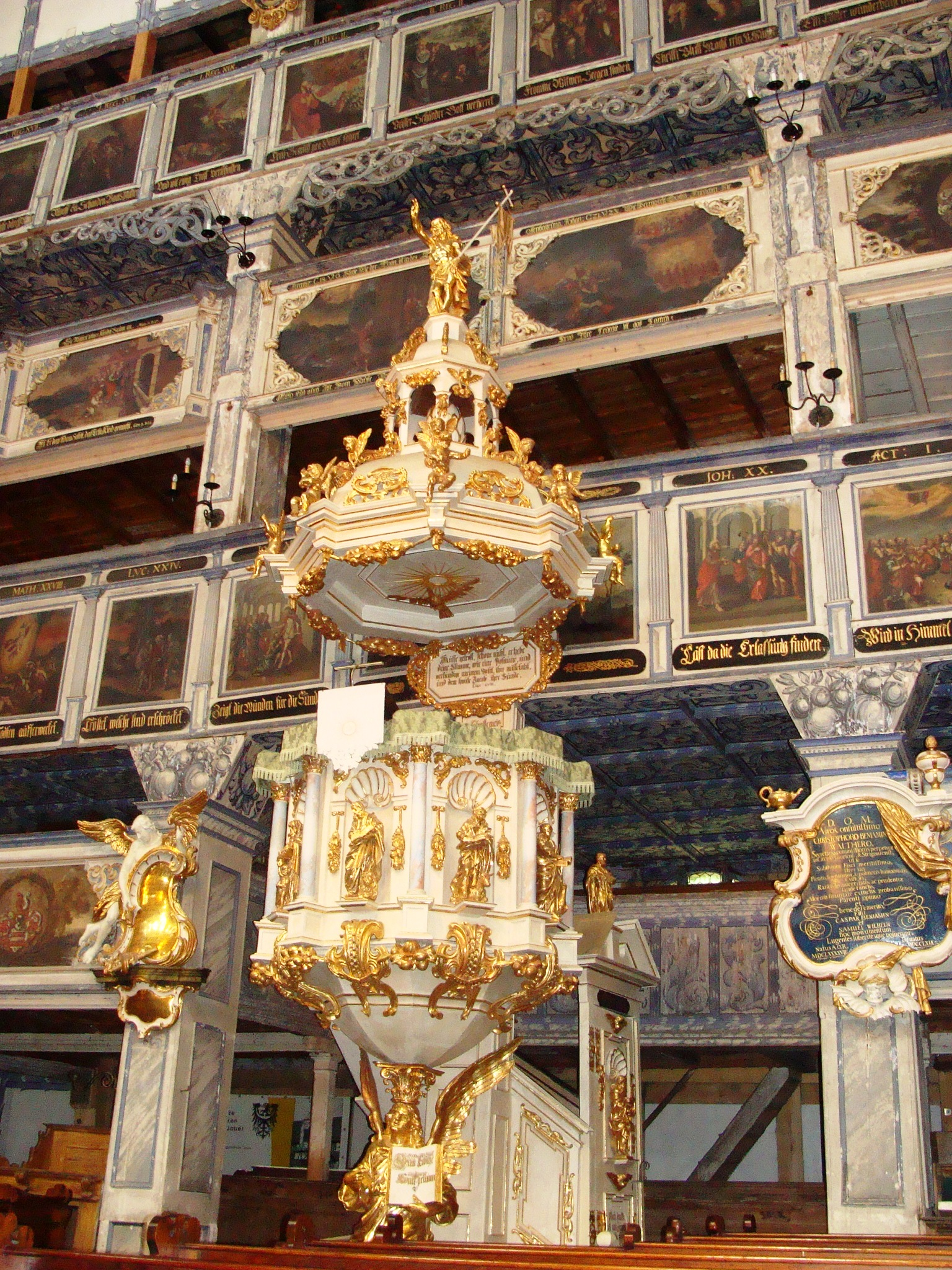
Kanzel

Der Altar von Martin Schneider entstand im Jahr 1672. Das Gestühl der Geistlichen an der Nordseite des Mittelschiffs ist mit Allegorien der drei göttlichen Tugenden Glaube, Hoffnung und Liebe verziert. In der Kirche sind vier mit Bildern und Inschriften geschmückte Beichtstühle aufgestellt. Themen der Gemälde sind König David in Reue mit seiner Harfe, Petrus in Reue nach seiner dreimaligen Verleugnung Jesu und die Sünderin zu Füßen Jesu beim Gastmahl des Pharisäers. Die vierte Darstellung findet sich sonst nicht bei traditionellen Beichtstuhlbildern: Einem knienden Sünder erscheint Jesus mit einer Tafel, auf der zu lesen ist: „Dir sind deine Sünden vergeben“.
Die Kanzel aus dem Jahr 1670 ist ein Werk von Matthäus Knote aus Liegnitz. Auch Georg Flegel war an ihr beteiligt. Als Träger des Kanzelkorbs fungiert ein Engel mit einem aufgeschlagenen Buch mit den Worten „Das ewige Evangelium“. An der Brüstung stehen zwischen Säulen Mose mit den Tafeln der Zehn Gebote, die vier Evangelisten mit ihren Symbolen und Johannes der Täufer. Den Schalldeckel, auf dem sechs Engel sitzen, bekrönt die Statue des auferstandenen Christus. Die Kanzel ist in Weiß gehalten, alle Figuren sind vergoldet.

## Orgel

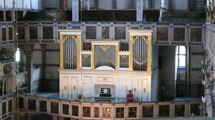
Orgel der Friedenskirche

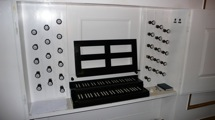
Spielschrank der Orgel

Die Orgel auf der Empore der Friedenskirche stammt von Orgelbauer Adolf Alexander Lummert (Breslau) aus den Jahren 1855/56. Sie ersetzte die alte von Orgelbauer J. Hoferichter aus Peterswaldau (Pieszyce) 1664 erbaute Orgel, deren Anlage mehrere kostspielige Reparaturen notwendig machte. Die vollmechanische Lummert-Orgel wurde in den Jahren 1896 bis 1899 einschneidend umgebaut: Heinrich Schlag aus Schweidnitz (Świdnica) baute einen neuen Spieltisch und ein zusätzliches Echowerk (5 Register). Die bislang mechanische Tontraktur wurde im Hauptwerk (HW) und im Pedal auf Pneumatik umgebaut (Barkerhebel) und der Tonumfang in den Manualen bis zum g3 erweitert.
Mitte des 20. Jahrhunderts verkam die Orgel, das Hauptwerk wurde notdürftig instand gehalten, die originalen Windladen des Oberwerks und des Pedals verschwanden. Anfang des 21. Jahrhunderts wurde die Orgel in ihren Ursprungszustand wieder zurückgeführt, wieder mechanisiert, der alte Spielschrank wieder instand gesetzt. Dies geschah durch die Orgelbaufirma Eule in den Jahren 2002 (HW) und 2005 (OW, Ped). Sie weist nun wieder die ursprüngliche Disposition auf.
| I Hauptwerk C–d3   |     |
| Bourdun            | 16′ |
| Principal          | 08′ |
| Gambe              | 08′ |
| Gemshorn           | 08′ |
| Doppelflöte        | 08′ |
| Octav              | 04′ |
| Doppelflöte        | 04′ |
| Quinte             | 03′ |
| Superoctave        | 02′ |
| Cornet (ab c0) III |     |
| Mixtur IV          |     |
| Trompete           | 08′ |

| II Oberwerk C–d3 |    |
| Principal        | 8′ |
| Salicet          | 8′ |
| Portunalflöte    | 8′ |
| Octave           | 4′ |
| Portunalflöte    | 4′ |
| Nasad            | 3′ |
| Superoctave      | 2′ |

| Pedal C–d1  |     |
| Untersatz   | 32′ |
| Principal   | 16′ |
| Violon      | 16′ |
| Subbass     | 16′ |
| Octave      | 08′ |
| Doppelflöte | 08′ |
| Posaune     | 16′ |
| Trompete    | 08′ |

- Koppeln: II/I, I/P
- Spieltisch: Spielschrank, Registerzüge
- Spielhilfen: Calcant, Sperrventile für HW, OW, Pedal

## Kirchengemeinde

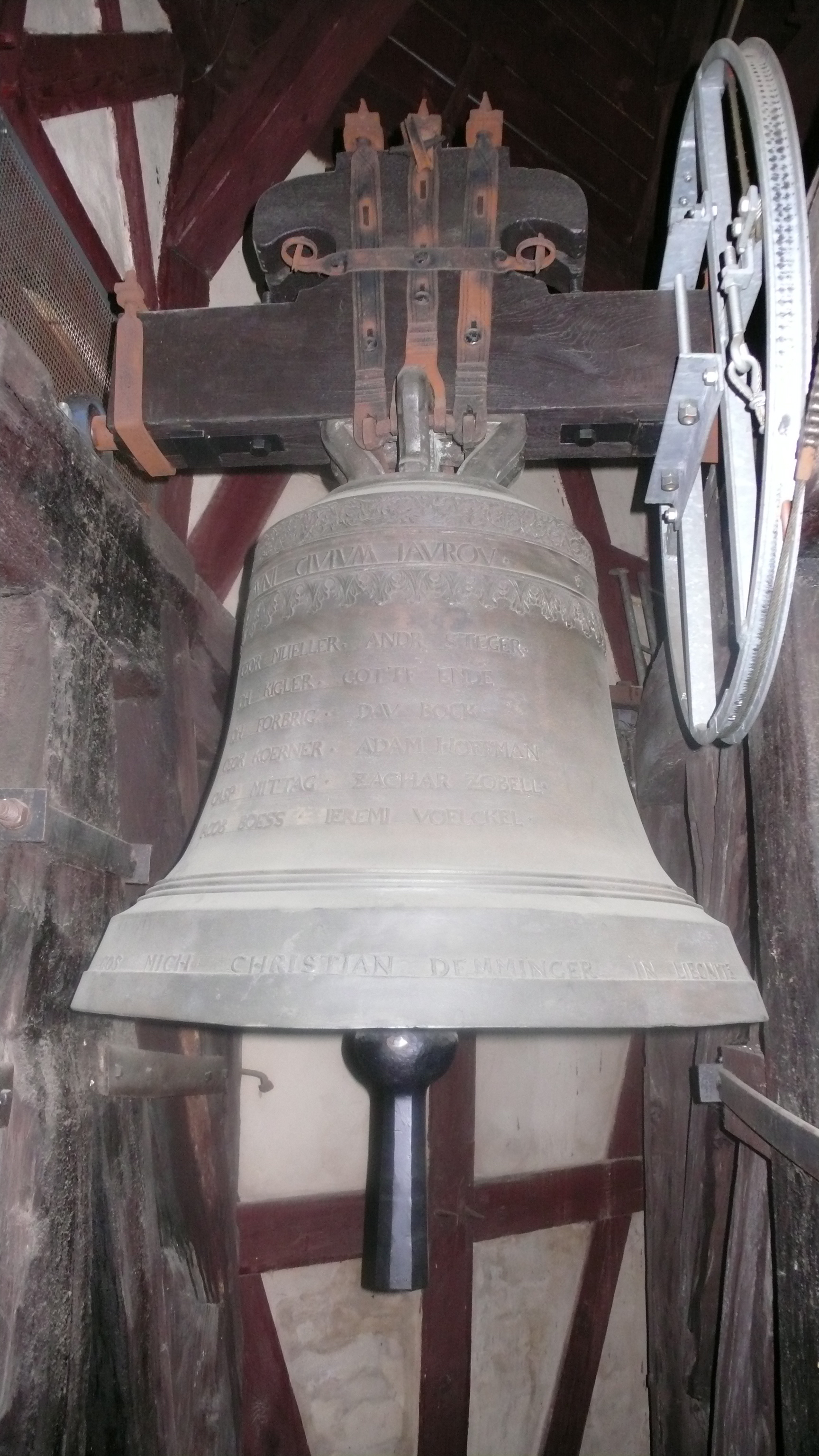
Glocke der Friedenskirche

Die evangelische Kirchengemeinde in Jauer zählt gegenwärtig ca. 40 Personen. Die Kirche wird mit finanzieller Unterstützung aus Deutschland unterhalten. Es bestehen Partnerschaften mit der evangelischen Friedenskirche in Offenbach am Main, der evangelischen Kirchgemeinde in Oberoderwitz und der evangelischen Kirchengemeinde Bad Reichenhall.